# 西吴家村站
西吴家村站，位于中华人民共和国山东省青岛市市北区鞍山路与山东路交叉口地下，是青岛地铁4号线与建设中的8号线南段的地铁换乘站，2022年12月26日启用。站台宽15米，系4号线最宽车站。站名源自该站西南侧约500米处村庄，开通前曾因站名引争议。

## 车站构造
本站为五层三跨明挖车站，4号线车站的设计风格源自青岛特有的住宅建筑形式“里院”。
| 地面 |                    | A-E出入口                              |  |  |
| B1层 | 站厅               | 客服中心、自动售票机、进出站闸机       |  |  |
| B2层 |                    | 4号线 往人民会堂（海泊桥（海慈医疗）） |  |  |
|      | 岛式站台，左侧开门 |                                        |  |  |
|      |                    | 4号线 往大河东（错埠岭）               |  |  |